# Nikopol, Ucraina
Nikopol (în ucraineană Нікополь) este oraș regional în regiunea Dnipropetrovsk, Ucraina. Deși subordonat direct regiunii, orașul este și reședința raionului Nikopol. 

## Demografie
Componența lingvistică a orașului Nikopol
     Ucraineană (56%)
     Rusă (42,73%)
     Alte limbi (0,24%)
Conform recensământului din 2001, majoritatea populației orașului Nikopol era vorbitoare de ucraineană (56%), existând în minoritate și vorbitori de rusă (42,73%).

## Orașe înfrățite
- Ciatura, Georgia
- Kotor, Muntenegru
- Zimnicea, România
- Toledo, Statele Unite